# مركز التواصل والمعرفة المالية
مركز التواصل والمعرفة المالية (متمم) مبادرة تابعة لوزارة المالية السعودية، أنشئت عام 2020 بهدف رفع الوعي المالي من خلال التبادل المعرفي والتثقيف المالي، بالإضافة لجمع ونشر المعلومات المالية والاقتصادية.
يعمل المركز على إصدار التقارير الإعلامية اليومية، لمتابعة التطورات الاقتصادية الناتجة عن الأحداث العالمية والمحلية، والتي تساهم في خلق تغيرات اقتصادية، بالإضافة إلى نشر الأخبار المتداولة والتطورات الاقتصادية محليًا ودوليًا.

## أهدافه
- زيادة الوعي المالي، والإلمام بتأثير القضايا الراهنة على المستوى الاقتصادي.
- جمع ونشر المعلومات المالية والاقتصادية بوسائل مبتكرة.
- خلق شراكات جديدة بين صناع القرار في القطاعين الحكومي والخاص.[3][4]

## أنشطة المركز
- جلسات ديوانية المعرفة.[4]
- إصدار التقارير الإعلامية اليومية لأبرز التأثيرات الاقتصادية عن تداعيات فيروس كورونا المستجد (19-COVID) محلياً ودولياً.[1]